# Udarser Wiek

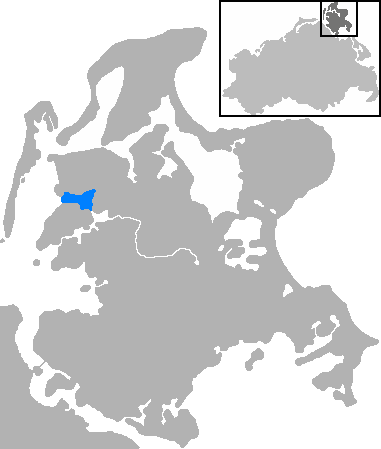
De Udarser Wiek

De Udarser Wiek is een 8 km² grote baai in de Oostzee tussen de eilanden Rügen en Ummanz. Aan de westkant gaat de baai over in de Schaproder Bodden en in het zuidoosten in de Koselower See. Aan de noordwestzijde ligt het eiland Öhe.
De baai bevindt zich binnen het Nationaal Park Vorpommersche Boddenlandschaft.
De Udarser Wiek is zeer ondiep (minder dan 1,5 m).
De naam verwijst naar het gehucht Udars, deel van de gemeente Schaprode.